# Geowissenschaften
Zu den Geowissenschaften (von altgriechisch Γεω geo zu γῆ gē, deutsch ‚Erde‘; Erdwissenschaften) zählt eine Gruppe verschiedener Wissenschaften, die sich mit der Erde im Gesamten oder kleineren Teilräumen der Erde befassen. Nach Hartmut Leser kann zwischen den Geowissenschaften im engeren Sinne (z. B. Geologie, Geomorphologie, Bodenkunde) und den Geowissenschaften im weiteren Sinne (z. B. Hydrologie, Glaziologie, Meteorologie), den sogenannten Erdraumwissenschaften, unterschieden werden. Neben Wissenschaften, die sich mit dem Aufbau, der Entstehung und Entwicklung des Erdkörpers beschäftigen, werden den Geowissenschaften auch jene Disziplinen zugeordnet, die sich mit anthropogenen Einflüssen auf das Erdsystem befassen (z. B. Humangeographie, Raumplanung, Raumordnung).
Zusätzlich erforschen sie auch Techniken zur Erkundung und Nutzbarmachung der Natur für den Menschen, wobei es zu Überschneidungen mit Aufgaben der Ingenieurwissenschaften kommt. Den Geowissenschaften werden vor allem folgende Hauptfächer zugeordnet:
- Geodäsie, Kartografie und Geoinformatik
- Geographie (Geografie)
- Meteorologie
- Geophysik
- Geologie und Paläontologie (letztere mit starken Überschneidungen zur Biologie)
- Mineralogie und Petrologie
- Hydrologie, Ozeanografie und Glaziologie.

Überwiegend werden den Geowissenschaften zugeordnet:
- Bodenkunde (Pedologie),
- Fernerkundung und Photogrammetrie (oft als Teil der Geodäsie betrachtet),
- Geotechnik und Bodenmechanik (siehe auch Bauwesen),
- Limnologie (mit starken Überschneidungen zur Biologie)
- Kristallografie (mit starken Überschneidungen zur Festkörperphysik).

Die Geowissenschaften verwenden die Kenntnisse und Methoden der Basiswissenschaften Physik, Mathematik, Chemie und Biologie.

## Interdisziplinär, umweltrelevant und wirtschaftsbezogen
Da die Geowissenschaften interdisziplinär und fächerübergreifend arbeiten, gibt es viele spezielle Disziplinen, die eine hohe Umweltrelevanz besitzen, wie die Angewandte Geologie im weiteren Sinne, die Ingenieurgeologie, Hydrogeologie und Hydrologie, Geochemie, Geobiologie, Geomikrobiologie, Geoökologie und Geostatistik, sowie Geothermie, Meteorologie und Klimatologie.
Die Geowissenschaften haben eine tragende Rolle für die Rohstoff- und Energieversorgung unserer Welt. Die Suche (Exploration) nach Ressourcen wie Trinkwasser, fossilen Brennstoffen (Erdöl, Erdgas, Kohle), mineralischen Bodenschätzen (Erzen und sonstigen Anreicherungen hochwertiger Minerale sowie Steinen und Erden), aber auch nach Kernenergierohstoffen (Uran) und Erdwärme werden durch Geowissenschaftler projektiert und realisiert. Die Gewinnung dieser Rohstoffe fällt jedoch eher in den Bereich der Ingenieurwissenschaften, besonders des Bergbaus.
Die angewandten Geowissenschaften wiederum sind bei vielen Bauvorhaben wichtig (Gründung von Bauwerken, Erdbau, Grundbau, Fels- und Tunnelbau). Auch die Raumplanung und der Umweltschutz bis hin zur Abfallwirtschaft (Deponien) benötigen geowissenschaftliche Kenntnisse, die in Geoinformationssystemen gesammelt und verarbeitet werden. Mit Methoden der Geotechnik werden Befestigungs- und Überwachungsaufgaben durchgeführt und mit Geotextilien Böschungen oder Deponien stabilisiert.
Die Abgrenzung bzw. die Definition des Begriffs „Geowissenschaften“ ist unscharf, wofür das Fach Geographie ein Beispiel ist. Die oben angeführten „harten“ Themen sind auch Bestandteil der „Physiogeographie“. Andererseits gibt es die Untergruppe der „Humangeographie“ mit zahlreichen Bezügen zu zwar raumbezogenen, nicht aber per se „erd“-bezogenen Themen, wie bei der Wirtschafts- und der Sozialgeographie. Doch auch dieser vermeintliche Widerspruch verliert mit zunehmenden Eingriffen des Menschen in das System der Erdsphären an Bedeutung.

## Die einzelnen Wissens- und Forschungszweige
AstrogeodäsieDie Astrogeodäsie ist ein Fachgebiet zwischen Astrometrie und Geodäsie, das Kenntnisse, Mittel und Methoden der Astronomie für Vermessungsaufgaben einsetzt.
BodenkundeDie Bodenkunde (Pedologie) ist jene Wissenschaft, die sich mit der Entstehung, der Entwicklung, den Bestandteilen und einer Klassifizierung von Böden befasst. Böden entstehen durch physikalische und chemische Verwitterung aus festem Gestein.
FernerkundungDie Fernerkundung ist ein interdisziplinäres Instrument zur Datenbeschaffung durch Luftbildaufnahmen und Fernerkundungssatelliten für fast alle der hier aufgeführten Bereiche.
PhotogrammetriePhotogrammetrie bedeutet die Rekonstruktion der dreidimensionalen Form von Gegenständen (hier insbesondere die Erd- oder Geländeoberfläche) aus Abbildungen (z. B. der perspektivischen Abbildung einer Fotografie).
GeochemieDie Geochemie befasst sich mit dem stofflichen Aufbau und der Verteilung von Elementen und Isotopen in der Erde, auf anderen Planeten und im Weltraum (Kosmochemie). Außerdem erforscht sie die Gesetzmäßigkeiten von Stofftransport und Materiekreisläufen in Mineralen und Gesteinen und im gesamten System Erde.
GeodäsieDie Geodäsie oder Vermessungskunde befasst sich mit der Bestimmung der Gestalt und des Schwerefeldes der Erde, ihrer Abbildung in Karten und Plänen sowie der Vermessung und Beschreibung des Geländes und der Gegenstände bzw. Sachverhalte an der Erdoberfläche. Teilbereiche der Geodäsie sind die Erdmessung, die Landesvermessung, die Kartografie, die Photogrammetrie, die Grundstücks- und Katastervermessung sowie die Bau- und Ingenieurvermessung.
GeographieDie Geographie erfasst, beschreibt und erklärt die Landschaftssphäre in integrativer Form, sowie deren Wechselwirkung mit dem Menschen. Sie erforscht die Beziehung zwischen Mensch und Umwelt im Erdraum. Die beiden großen Teilgebiete der Geographie sind die Physiogeographie und die Humangeographie.
GeoinformatikDie Geoinformatik setzt sich mit dem Wesen und der Funktion der Geoinformation, mit ihrer Bereitstellung in Form von Geodaten und mit den darauf aufbauenden Anwendungen auseinander. Die dabei gewonnenen Erkenntnisse münden in die Technologie der Geoinformationssysteme (GIS). Allen Anwendungen der Geoinformatik gemeinsam ist der Raumbezug.
GeologieDie Geologie untersucht den Aufbau des Planeten Erde, vor allem die Gesteine in der Erdkruste. Das wichtigste Prinzip der Geologie ist der Aktualismus. Anfang der 1960er erlebte die Wissenschaft einen sprunghaften Fortschritt durch die allgemeine Akzeptanz der Theorie der Plattentektonik. Schwesterwissenschaften der Geologie sind die Paläontologie und die historische Geologie. Siehe auch: Geschichte der Geologie
GeophysikDie Geophysik ist ein Zweig sowohl der Geowissenschaften als auch der Physik und verwendet physikalische Prinzipien zur Erforschung der Erde. Teilgebiete der Geophysik sind Seismik, Seismologie, Gravimetrie, Geoelektrik, Geothermik, Isotopengeophysik, Geomagnetik und Bohrlochgeophysik. Die Geophysik untersucht auch die Eigenschaften des erdnahen Raums und den Konnex mit der Meteorologie. Meist werden Hydrologie und Ozeanografie zu ihr gezählt; gemeinsam mit ihnen und der Geodäsie bildet sie die internat.Union der IUGG.
GeomorphologieDie Geomorphologie oder Landformenkunde ist ein Teilgebiet der Physischen Geographie. Sie untersucht die heute auf der Erdoberfläche vorkommenden Landschaftsformen. Das schließt deren Klassifikation, Beschreibung, Eigenheiten, Ursprünge, Entwicklung und den Zusammenhang zu den unterlagernden geologischen Strukturen und ihrer Erosion ein.
GeotechnikDie Geotechnik ist ein Oberbegriff für die Disziplinen im Bauingenieurwesen, welche sich mit der Gründung von Bauwerken im Untergrund befassen.
GeothermieDie Geothermie versucht die innere Wärme des Erdkörpers für die Energiegewinnung nutzbar zu machen.
HydrologieDie Hydrologie ist die Wissenschaft vom Wasser, von seinen Eigenschaften und seinen Erscheinungsformen auf und unter der Landoberfläche.
IngenieurgeologieDie Ingenieurgeologie oder Baugeologie ist der angewandte Zweig der Geologie, der den Untergrund im Sinne des Bauingenieurwesens untersucht. Sie befasst sich z. B. mit der Standfestigkeit der Gründung von Bauwerken, auch mit der Erdbebensicherheit. Bei der Beseitigung und Vermeidung von Umweltschäden (Mülldeponien, Endlager) spielt sie ebenfalls eine Rolle.
KartografieDie Kartografie ist die Wissenschaft, Kunst und Technik der Erstellung von Karten zur Darstellung der Erdoberfläche mit all ihren Aspekten der Topografie, Tektonik, Bio- und Geologie, der Territorial- und Infrastruktur, der Siedlungs-, Sozial- und Wirtschaftsgeografie, der Politik und Geschichte. Sie stützt sich auf Primärdaten insbesondere der Geodäsie und Fernerkundung.
KristallografieDie Kristallografie ist eine Materialwissenschaft und beschäftigt sich mit den physikalischen Eigenschaften von Kristallen.
LimnologieDie Limnologie ist die Wissenschaft von den Binnengewässern als Ökosystemen, deren Struktur, Stoff- und Energiehaushalt sie erforscht.
MeteorologieDie Meteorologie (Wetterkunde) ist die Wissenschaft von den atmosphärischen Erscheinungen.
MineralogieDie Mineralogie beschäftigt sich mit der Zusammensetzung und Klassifikation der Minerale, ihrem Vorkommen und ihrer technischen und wirtschaftlichen Verwendung.
OzeanografieDie Ozeanographie untersucht Stoff- und Energiekreisläufe in den Weltmeeren. In der Planktologie findet sich ein Bindeglied zu den Biowissenschaften.
PaläoklimatologieDie Paläoklimatologie versucht anhand verschiedener Daten aus Klimaarchiven die unterschiedlichen klimatischen Verhältnisse in der Vergangenheit zu klären und daraus wiederum Rückschlüsse auf die klimatische Zukunft der Erde zu ziehen.
PaläontologieDie Paläontologie ist die Wissenschaft des vergangenen Lebens, die sich mit den fossilen Zeugnissen vorzeitlicher Pflanzen (Paläobotanik) und Tiere (Paläozoologie) beschäftigt. Neben überlieferten Körperfossilien wie etwa Schalen, Zähne oder Knochen zählen Spurenfossilien wie Fraß- und Weidespuren, Grabgänge sowie einzelne Teile von Lebewesen (meist sind bei Pflanzen nur Blätter, Stämme oder Wurzeln überliefert), versteinerter Kot (Koprolithen) und chemisch veränderte Überreste zu den Fossilien.
Petrologie und PetrografieZwei Disziplinen, die feste Gesteine zum Untersuchungsgegenstand haben. Die Petrografie nimmt dabei eine mehr beschreibende Rolle ein. Die Petrologie wird aufgrund der Unterschiede bei der Entstehung von Gesteinen in drei Untergebiete eingeteilt: Petrologie magmatischer, metamorpher und sedimentärer Gesteine.
PetrophysikDie Petrophysik befasst sich mit der Bestimmung von physikalischen Eigenschaften von Gesteinsproben. Sie hat besondere Bedeutung erlangt bei der Bewertung von Speichergesteinen für Erdöl und Erdgas.
SedimentologieDie Sedimentologie ist eine Subdisziplin der Sedimentpetrologie, die sich mit der Rekonstruktion und der Erforschung der Umweltbedingungen beschäftigt, die im Ablagerungszeitraum eines Sedimentkörpers heute herrschen oder in der geologischen Vergangenheit herrschten. Die entsprechenden Informationen werden aus dem Sedimentkörper selbst gewonnen, in mikroskopischem bis regionalem Maßstab.
StratigraphieDie Stratigraphie ist ein Zweig der Geologie und versucht unter anderem, Gesteine hinsichtlich ihres Entstehungsalters chronologisch in der geologischen Zeitskala einzuordnen. Je nachdem, auf welche Merkmale eines Gesteins sich die Stratigraphie stützt, unterscheidet man: Fossil- oder Biostratigraphie, Lithostratigraphie, Magnetostratigraphie und Sequenzstratigraphie.
TektonikDie Tektonik ist einerseits die Lehre vom gegenwärtigen Bau der Erdkruste z. B. „die Tektonik der Alpen“, andererseits von den Bewegungen und Kräften, die für den gegenwärtigen Zustand verantwortlich sind (siehe Erdkrustenbewegung und Plattentektonik).
UmweltbeobachtungDie Umweltbeobachtung ist ein interdisziplinäres, oft praxisorientiertes Forschungsfeld, dessen Gegenstand Bestandsaufnahmen oder Langzeitbeobachtungen der belebten und unbelebten Umwelt in lokalem bis globalem Maßstab sind. Im Zuge der Erforschung der globalen Erwärmung und ihrer Auswirkungen hat sich ein eigenes untergeordnetes Forschungsfeld gebildet, der Global Change research.
VulkanologieDer Gegenstand der Vulkanologie sind die vulkanischen Phänomene der Erde.
WirtschaftsgeologieDie Wirtschaftsgeologie oder Lagerstättengeologie benutzt bei der Suche nach ökonomisch wertvollen Rohstoffen (Exploration) neben klassischen geologischen Techniken, wie Kartierung und Probennahme im Gelände, auch Methoden der Geochemie, Geophysik und Fernerkundung. Zur Klärung der Genese von Lagerstätten sind besonders die Vorstellungen über den Fluss von unterirdischen, mineralisierenden Lösungen (Fluide) wichtig. Die Lagerstättenlehre nutzt bei der Aufsuchung und Ausbeutung von Erzlagerstätten v. a. Erkenntnisse der Tektonik und Strukturgeologie. Bei der Suche nach fossilen Brennstoffen, sowie nach nichtmetallischen Rohstoffen, benötigt man auch Kenntnisse der Paläontologie (besonders Mikrofossilien) und Sedimentologie.

## Studiengänge

### Deutschland
In den letzten Jahren sind an vielen deutschen Universitäten die Studiengänge Geologie, Geophysik und Mineralogie zum Studiengang „Geowissenschaften“ fusioniert. Die Studiengänge Meteorologie, Geographie, Hydrologie, Geoökologie, Geotechnik, Geodäsie, Kartografie und Geoinformatik konnten hingegen meist ihre Eigenständigkeit erhalten. Geowissenschaftliche Studiengänge können in Deutschland an nahezu allen Universitäten studiert werden, unterscheiden sich aber in ihren Inhalten bzw. Vorlesungen. Die meisten Universitäten legen im Studiengang „Geowissenschaften“ gezielt Schwerpunkte und ermöglichen eine spezielle Ausrichtung des Studiums, wobei diese Möglichkeit von Hochschule zu Hochschule sehr unterschiedlich an den Teilbereichen Geologie, Geophysik und Mineralogie ausgerichtet sein kann.

### Österreich
In Österreich können Geowissenschaften an folgenden Universitäten studiert werden:
- Universität Salzburg[2][3]
  - Geologie
  - Geographie
  - Geoinformatik
- Universität Innsbruck[4]
  - Atmosphärenwissenschaften (Bachelor)
  - Erdwissenschaften (Bachelor)
  - Geographie (Bachelor)
  - Atmosphärenwissenschaften (Master)
  - Erdwissenschaften (Master)
  - Geographie (Master)
  - Geographie und Wirtschaftskunde (Lehramt)
- TU Graz & Karl-Franzens-Universität Graz im Rahmen von NAWI Graz[5][6]
  - Erdwissenschaften
  - Geographie (nur an der KFU Graz)
  - Geomatics Engineering (Bachelor) / Geomatics Science (Master) (nur an der TU Graz)
  - Geo-Spatial Technologies (Master)
- Montanuniversität Leoben[7]
  - Angewandte Geowissenschaften
  - Natural Ressources
- Universität Wien[8]
  - Erdwissenschaften
  - Geographie
  - Geographie und Wirtschaftskunde
  - Kartographie und Geoinformation (Master)
  - Meteorologie
  - Paläobiologie (Master)
  - Raumforschung und Raumordnung (Master)
- Technische Universität Wien[9]
  - Geodäsie und Geoinformatik
  - Geodäsie und Geophysik (Master)
  - Geoinformation und Kartographie (Master)
  - Raumplanung und Raumordnung
  - Vermessung und Katasterwesen (Master)
- Universität für Bodenkultur Wien[10]
  - Landschaftsplanung und Landschaftsarchitektur
  - Umwelt- und Bioressourcenmanagement (Master)
  - Wasserwirtschaft und Umwelt (Master)
  - Mountain Risk Engineering (Master)
  - Natural Resources Management and Ecological Engineering (Master)

### Schweiz
In der Schweiz können Geowissenschaften an folgenden Universitäten studiert werden:
- Universität Freiburg[11]
  - Erdwissenschaften
- Universität Zürich
  - Erdwissenschaften
- ETH Zürich
  - Erdwissenschaften mit Vertiefungsrichtung Geologie
  - Erdwissenschaften mit Vertiefungsrichtung Geophysik
  - Erdwissenschaften mit Vertiefungsrichtung Ingenieurgeologie
  - Erdwissenschaften mit Vertiefungsrichtung Mineralogie und Geochemie
  - Umweltnaturwissenschaften mit Vertiefungsrichtung Biogeochemie und Schadstoffdynamik
- Universität Basel
  - Geowissenschaften
- Universität Bern
  - Erdwissenschaften
- Haute école d’Ingénierie et de Gestion du Canton de Vaud
  - Ingénierie de territoire
- Hochschule für Technik und Architektur Freiburg
  - Geomatik, Bau- und Raumentwicklung
- Hochschule für Architektur, Bau und Geomatik, Muttenz BL
  - Msc in Engineering mit Vertiefungsrichtung Geoinformationstechnologie

## Bekannte Geowissenschaftler
- Georgius Agricola
- Walter Christaller
- Stephen Jay Gould
- Arthur Holmes
- Carl Friedrich Gauß
- Alexander von Humboldt
- James Hutton
- Charles Lyell
- Georg von Neumayer
- William Smith
- Nicolaus Steno alias Nils Stensen
- Alfred Wegener
- Abraham Gottlob Werner
- Carl Troll
- Eduard Suess